# ایوان ایوانوویچ
ایوان ایوانوویچ (به روسی: Иван Иванович) (۲۸ مارس ۱۵۵۴ – ۱۹ نوامبر ۱۵۸۱) دومین پسر ایوان مخوف تزار روسیه از همسر اولش آناستازیا رومانوفنا و وارث تاج و تخت روسیه تزاری تا پیش از مرگش در سال ۱۵۸۱ بود. مطابق باور رایج، تزارویچ جوان در جریان یک مشاجره توسط پدرش به قتل رسید. صحنه‌ای از این رخداد در نگاره مشهور ایوان مخوف و پسرش ایوان اثر ایلیا رپین به تصویر کشیده شده است. مرگ ایوان عواقب وخیمی برای روسیه داشت؛ زیرا هیچ وارث شایسته‌ای جز او برای سلطنت وجود نداشت. پس از مرگ ایوان مخوف در سال ۱۵۸۴، پسر کوچک‌تر و بیمارش فیودور یکم جانشین او شد؛ اما در عمل بوریس گودونوف بر کشور حکومت می‌کرد. زمانی که فئودور نیز در سال ۱۵۹۸ بدون فرزندی درگذشت، دودمان روریک منقرض شد. گودونوف نیز چند سال بیشتر سلطنت نکرد و با مرگ او روسیه تزاری وارد دوره‌ای از آشوب داخلی و نزاع سیاسی شد که با اصطلاح زمان مشکلات شناخته می‌شود.